# We Are Rockstars
A We Are Rockstars egy magyar indie pop zenekar. A Budapesti indie zenei szcéna egyik legnépszerűbb zenekara volt a 2010-es években.

## Története
2009-es budapesti megalakulásuk óta két stúdióalbumot jelentettek meg. Magyar és angol nyelven énekelnek. Nevüket a Does It Offend You, Yeah? nevű brit zenekar ugyanilyen című faláról kapták. Elmondásuk szerint leginkább a Primal Scream, a Beatles, a The Killers és a Depeche Mode volt rájuk a legnagyobb hatással. Ligeti György a Zagar és a The Puzzle zenekarokban játszott, Faragó Tamás a "Nemjuci", Dictator & Hussar illetve The Puzzle együttesek korábbi tagja volt.

## Tagok
- Ligeti György - gitár

- Faragó Tamás - gitár

- Szíjártó Tamás - billentyűs hangszerek (2010-)

- Kovács Csaba - dob

## Diszkográfia
- Let It Beat (stúdióalbum, 2011)
- Second (stúdióalbum, 2015)
- Lights (stúdióalbum, 2017)